# Екологічна гідрологія
Екологічна гідрологія — наука, яка розглядає та вивчає гідрологічні процеси (параметри, характеристики, явища) в ролі екологічних факторів — як абіотичні компоненти водних екосистем у всіх їх складних взаєминах з іншими абіотичними факторами і біотичними елементами. В основі еколого-гідрологічних досліджень лежить екосистемний підхід до вивчення гідрологічного режиму водних об'єктів.
Цей науковий напрям має два практично рівнозначних кореня. Один з них — географічний виходить з того положення, що в основі еколого-гідрологічних досліджень лежить гідрологічна методична база. Другий — екологічний полягає в тому, що проблеми та конкретні завдання екологічної гідрології формуються вимогами водної екології (гідроекології). Остання покликана оцінювати, прогнозувати та управляти водними екосистемами або їх окремими компонентами.
Екологічна гідрологія як самостійний науковий напрям визнана на початку XXI сторіччя. Ще в 1970-1980-х роках саме словосполучення «екологічна гідрологія» серйозно не сприймалося. Існувала думка, що сама по собі гідрологія, суто географічна наука, в значній мірі екологічна. Тому вважалося, що формування додаткового розділу (напрямку) гідрології зайве. Тим не менше саме з 1970-1980-х років у колишньому СРСР, а пізніше в Україні, Росії та Білорусі отримали широкий розвиток дослідження з метою оцінки гідрологічних явищ, процесів і властивостей, що безпосередньо беруть участь у формуванні стану екосистем водойм і водотоків, їх біопродуктивності і якості води як природного ресурсу і середовища проживання живих організмів.
Результати цих досліджень дозволили на початку 1990-х років чітко сформулювати предмет екологічної гідрології, її основні завдання та методи. З цього часу еколого-гідрологічні дослідження набули більш системний характер. Пізніше з'явилися публікації узагальнюючого характеру.

## Ресурси Інтернету
- Інститут гідробіології Національної академії наук України [Архівовано 16 листопада 2012 у Wayback Machine.]
- Лабораторії гідрології та управління водними екосистемами [Архівовано 27 травня 2016 у Wayback Machine.]
- European Regional Centre for Ecohydrology (ERCE) under the auspices of UNESCO [Архівовано 21 жовтня 2012 у Wayback Machine.]
- Гидробиологический журнал
- García-Santos, G.; Bruijnzeel, L.A.; Dolman, A.J. (2009). Modelling canopy conductance under wet and dry conditions in a subtropical cloud forest. Journal Agricultural and Forest Meteorology. 149 (10): 1565—1572. doi:10.1016/j.agrformet.2009.03.008.
- Ecohydrology in a montane cloud forest in the National Park of Garajonay, La Gomera (Canary Islands, Spain). García-Santos, G. (2007), PhD Dissertation, Amsterdam: VU University. http://dare.ubvu.vu.nl/handle/1871/12697 [Архівовано 20 вересня 2012 у Wayback Machine.]
- «Guidelines for the Integrated Management of the Watershed — Phytotechnology & Ecohydrology», by Zalewski, M. (2002) (Ed). United Nations Environment Programme Freshwater Management Series No. 5. 188pp, ISBN 92-807-2059-7.
- «Ecohydrology. A new paradigm for the sustainable use of aquatic resources», by Zalewski, M., Janauer, G.A. & Jolankai, G. 1997. UNESCO IHP Technical Document in Hydrology No. 7.; IHP — V Projects 2.3/2.4, UNESCO Paris, 60 pp.
- Ecohydrology: Darwinian Expression of Vegetation Form and Function, by Peter S. Eagleson, 2002.  [Архівовано 20 жовтня 2008 у Wayback Machine.]
- Ecohydrology — why hydrologists should care, Randall J Hunt and Douglas A Wilcox, 2003, Ground Water, Vol. 41, No. 3, pg. 289.
- Ecohydrology: A hydrologic perspective of climate-soil-vegetation dynamics, Ignacio Rodríguez-Iturbe, 2000, Water Resources Research, Vol. 36, No. 1, pgs. 3-9.
- Ecohydrology of Water-controlled Ecosystems: Soil Moisture and Plant Dynamics, Ignacio Rodríguez-Iturbe, Amilcare Porporato, 2005. ISBN 0-521-81943-1
- Dryland Ecohydrology, Paolo D'Odorico, Amilcare Porporato, 2006. ISBN 1-4020-4261-2  [Архівовано 5 червня 2008 у Wayback Machine.]
- Eco-hydrology defined, William Nuttle, 2004.
- «An ecologist's perspective of ecohydrology», David D. Breshears, 2005, Bulletin of the Ecological Society of America 86: 296–300.  [Архівовано 19 лютого 2006 у Wayback Machine.]
- Ecohydrology — An International Journal publishing scientific papers. Editor-in-Chief: Keith Smettem, Associate Editors: David D Breshears, Han Dolman & James Michael Waddington
- Ecohydrology & Hydrobiology — International scientific journal on ecohydrology and aquatic ecology (ISSN 1642-3593). Editors: Maciej Zalewski, David M. Harper, Richard D. Robarts  [Архівовано 6 травня 2008 у Wayback Machine.]
- Water dynamics in a laurel montane cloud forest in the Garajonay National Park (Canary Islands, Spain), García-Santos, G., Marzol, M. V., and Aschan, G. (2004), Hydrol. Earth Syst. Sci., 8, 1065–1075. http://www.hydrol-earth-syst-sci.net/8/1065/2004/hess-8-1065-2004.html [Архівовано 23 липня 2011 у Wayback Machine.]